# Aforia magnifica
Aforia magnifica é uma espécie de gastrópode do gênero Aforia, pertencente a família Cochlespiridae.